# Bradleya schencki
Bradleya schencki är en kräftdjursart som först beskrevs av LeRoy 1943.  Bradleya schencki ingår i släktet Bradleya och familjen Trachyleberididae. Inga underarter finns listade.